# ألعاب القوى في الألعاب البارالمبية الصيفية 2024
تقام منافسات ألعاب القوى في الألعاب البارالمبية الصيفية 2024 في ملعب فرنسا في باريس. وتشمل 164 حدثا: 90 للرجال، و73 للسيدات وحدث واحد مختلط، أي أقل بثلاثة أحداث للرجال عن الألعاب السابقة بينما تظل أحداث السيدات والمختلطة كما هي. وهي أكبر مسابقة في برنامج الألعاب فيما يتعلق بأعداد الرياضيين وأحداث الميداليات المقرر إجراؤها.

## التصنيف والأحداث
يمنح الرياضيين المشاركين تصنيفًا يعتمد على إعاقاتهم ( T يشير إلى أحداث المضمار، F يشير إلى أحداث الميدان). تصنف إلى سبعة تصنيفات مختلفة:
- T/F11-13: الرياضيون المكفوفون (11) وضعاف البصر (12-13)؛ غالبًا ما يركض الرياضيون في المضمار مع مرشد.
- T/F20: الرياضيون الذين يعانون من إعاقة ذهنية.
- T/F 31-38: الرياضيون الذين يعانون من الشلل الدماغي أو ضعف التنسيق الآخر. 31-34 لفعاليات الكراسي المتحركة و35-38 لفعاليات الجري.
- F40-41: "الآخرون" (بالفرنسية: Les Autres) - مخصصة بشكل خاص للرياضيين الذين يعانون من التقزم.
- T/F 42-47: الرياضيون الذين يعانون من بتر الأطراف. في الأحداث الميدانية، يتنافس بعض الرياضيين في أحداث جلوس.
- T/F 51-58: الرياضيون الذين يعانون من إصابة في النخاع الشوكي أو إعاقة. في الأحداث الميدانية، يتنافس معظم الرياضيين في أحداث الجلوس.
- T/F 61-64: الرياضيون الذين لديهم طرف اصطناعي متأثر بنقص الأطراف واختلاف طول الساقين.

### جدول ملخص الحدث
| تصنيفالفعالية                                   | ضعف البصر | ضعف البصر | ضعف البصر | ID  | الرياضيون المصابون بالشلل الدماغي T32-34 كرسي متحرك : T35-38 العيادات الخارجية | الرياضيون المصابون بالشلل الدماغي T32-34 كرسي متحرك : T35-38 العيادات الخارجية | الرياضيون المصابون بالشلل الدماغي T32-34 كرسي متحرك : T35-38 العيادات الخارجية | الرياضيون المصابون بالشلل الدماغي T32-34 كرسي متحرك : T35-38 العيادات الخارجية | الرياضيون المصابون بالشلل الدماغي T32-34 كرسي متحرك : T35-38 العيادات الخارجية | الرياضيون المصابون بالشلل الدماغي T32-34 كرسي متحرك : T35-38 العيادات الخارجية | الرياضيون المصابون بالشلل الدماغي T32-34 كرسي متحرك : T35-38 العيادات الخارجية | RG  | RG  | الرياضيون مبتورو الأطراف | الرياضيون مبتورو الأطراف | الرياضيون مبتورو الأطراف | الرياضيون مبتورو الأطراف | الرياضيون مبتورو الأطراف | الرياضيون مبتورو الأطراف | رياضيو الكراسي المتحركة إصابات العمود الفقري | رياضيو الكراسي المتحركة إصابات العمود الفقري | رياضيو الكراسي المتحركة إصابات العمود الفقري | رياضيو الكراسي المتحركة إصابات العمود الفقري | رياضيو الكراسي المتحركة إصابات العمود الفقري | رياضيو الكراسي المتحركة إصابات العمود الفقري | رياضيو الكراسي المتحركة إصابات العمود الفقري | الرياضيون الذين يستخدمون الأطراف الاصطناعية | الرياضيون الذين يستخدمون الأطراف الاصطناعية | الرياضيون الذين يستخدمون الأطراف الاصطناعية | الرياضيون الذين يستخدمون الأطراف الاصطناعية |
| ----------------------------------------------- | --------- | --------- | --------- | --- | ------------------------------------------------------------------------------ | ------------------------------------------------------------------------------ | ------------------------------------------------------------------------------ | ------------------------------------------------------------------------------ | ------------------------------------------------------------------------------ | ------------------------------------------------------------------------------ | ------------------------------------------------------------------------------ | --- | --- | ------------------------ | ------------------------ | ------------------------ | ------------------------ | ------------------------ | ------------------------ | -------------------------------------------- | -------------------------------------------- | -------------------------------------------- | -------------------------------------------- | -------------------------------------------- | -------------------------------------------- | -------------------------------------------- | ------------------------------------------- | ------------------------------------------- | ------------------------------------------- | ------------------------------------------- |
| تصنيفالفعالية                                   | T11       | T12       | T13       | T20 | T32                                                                            | T33                                                                            | T34                                                                            | T35                                                                            | T36                                                                            | T37                                                                            | T38                                                                            | T40 | T41 | T42                      | T43                      | T44                      | T45                      | T46                      | T47                      | T51                                          | T52                                          | T53                                          | T54                                          | T55                                          | T56                                          | T57                                          | T61                                         | T62                                         | T63                                         | T64                                         |
| تصنيفالفعالية                                   | F11       | F12       | F13       | F20 | F32                                                                            | F33                                                                            | F34                                                                            | F35                                                                            | F36                                                                            | F37                                                                            | F38                                                                            | F40 | F41 | F42                      | F43                      | F44                      | F45                      | F46                      | F47                      | F51                                          | F52                                          | F53                                          | F54                                          | F55                                          | F56                                          | F57                                          | F61                                         | F62                                         | F63                                         | F64                                         |
| Track events                                    |           |           |           |     |                                                                                |                                                                                |                                                                                |                                                                                |                                                                                |                                                                                |                                                                                |     |     |                          |                          |                          |                          |                          |                          |                                              |                                              |                                              |                                              |                                              |                                              |                                              |                                             |                                             |                                             |                                             |
| 100 متر                                         | ●         | ●         | ●         |     |                                                                                | >>                                                                             | ●                                                                              | ●                                                                              | ●                                                                              | ●                                                                              | ●                                                                              |     |     |                          |                          | ●                        | >>                       | >>                       | ●                        | ●                                            | ●                                            | ●                                            | ●                                            |                                              |                                              |                                              |                                             | >>                                          | ●                                           | ●                                           |
| 200 متر                                         |           |           |           |     |                                                                                |                                                                                |                                                                                | ●                                                                              |                                                                                | ●                                                                              |                                                                                |     |     |                          |                          |                          |                          |                          |                          | ●                                            |                                              |                                              |                                              |                                              |                                              |                                              |                                             |                                             |                                             | ●                                           |
| 400 متر                                         | ●         | ●         | ●         | ●   |                                                                                |                                                                                |                                                                                |                                                                                | ●                                                                              | ●                                                                              | ●                                                                              |     |     |                          |                          |                          | >>                       | >>                       | ●                        | >>                                           | ●                                            | ●                                            | ●                                            |                                              |                                              |                                              |                                             | ●                                           |                                             |                                             |
| 800 متر                                         |           |           |           |     |                                                                                | >>                                                                             | ●                                                                              |                                                                                |                                                                                |                                                                                |                                                                                |     |     |                          |                          |                          |                          |                          |                          |                                              |                                              | ●                                            | ●                                            |                                              |                                              |                                              |                                             |                                             |                                             |                                             |
| 1500 متر                                        | ●         | >>        | ●         | ●   |                                                                                |                                                                                |                                                                                |                                                                                |                                                                                | >>                                                                             | ●                                                                              |     |     |                          |                          |                          | >>                       | ●                        |                          |                                              |                                              | >>                                           | ●                                            |                                              |                                              |                                              |                                             |                                             |                                             |                                             |
| 5000 متر                                        | ●         | >>        | ●         |     |                                                                                |                                                                                |                                                                                |                                                                                |                                                                                |                                                                                |                                                                                |     |     |                          |                          |                          |                          |                          |                          |                                              |                                              | >>                                           | ●                                            |                                              |                                              |                                              |                                             |                                             |                                             |                                             |
| الماراثون                                       | >>        | ●         |           |     |                                                                                |                                                                                |                                                                                |                                                                                |                                                                                |                                                                                |                                                                                |     |     |                          |                          |                          |                          |                          |                          |                                              | >>                                           | >>                                           | ●                                            |                                              |                                              |                                              |                                             |                                             |                                             |                                             |
| Field events                                    |           |           |           |     |                                                                                |                                                                                |                                                                                |                                                                                |                                                                                |                                                                                |                                                                                |     |     |                          |                          |                          |                          |                          |                          |                                              |                                              |                                              |                                              |                                              |                                              |                                              |                                             |                                             |                                             |                                             |
| القفز العالي                                    |           |           |           |     |                                                                                |                                                                                |                                                                                |                                                                                |                                                                                |                                                                                |                                                                                |     |     |                          |                          |                          | >>                       | >>                       | ●                        |                                              |                                              |                                              |                                              |                                              |                                              |                                              |                                             |                                             | ●                                           | ●                                           |
| ألعاب القوى في الألعاب البارالمبية الصيفية 2024 | ●         | ●         | ●         | ●   |                                                                                |                                                                                |                                                                                |                                                                                | ●                                                                              | ●                                                                              | ●                                                                              |     |     |                          |                          | >>                       | >>                       | >>                       | ●                        |                                              |                                              |                                              |                                              |                                              |                                              |                                              |                                             |                                             | ●                                           | ●                                           |
| رمي الجلة                                       | ●         | ●         |           | ●   | ●                                                                              | ●                                                                              | ●                                                                              | ●                                                                              | ●                                                                              | ●                                                                              |                                                                                | ●   | ●   |                          |                          |                          | >>                       | ●                        |                          |                                              |                                              | ●                                            | >>                                           | ●                                            | >>                                           | ●                                            | >>                                          |                                             | ●                                           |                                             |
| القرص                                           | ●         |           |           |     |                                                                                |                                                                                |                                                                                |                                                                                |                                                                                | ●                                                                              |                                                                                |     |     |                          |                          |                          |                          |                          |                          | >>                                           | ●                                            |                                              | >>                                           | >>                                           | ●                                            |                                              |                                             | >>                                          |                                             | ●                                           |
| الرمح                                           |           | >>        | ●         |     |                                                                                | >>                                                                             | ●                                                                              |                                                                                |                                                                                |                                                                                | ●                                                                              | >>  | ●   |                          |                          |                          | >>                       | ●                        |                          |                                              |                                              | >>                                           | ●                                            |                                              | >>                                           | ●                                            | >>                                          | >>                                          | >>                                          | ●                                           |
| رمي النوادي ‏                                    |           |           |           |     | ●                                                                              |                                                                                |                                                                                |                                                                                |                                                                                |                                                                                |                                                                                |     |     |                          |                          |                          |                          |                          |                          | ●                                            |                                              |                                              |                                              |                                              |                                              |                                              |                                             |                                             |                                             |                                             |

| تصنيفالفعالية                                                         | ضعف البصر | ضعف البصر | ضعف البصر | ID  | الرياضيون المصابون بالشلل الدماغي T32-34 كرسي متحرك : T35-38 العيادات الخارجية | الرياضيون المصابون بالشلل الدماغي T32-34 كرسي متحرك : T35-38 العيادات الخارجية | الرياضيون المصابون بالشلل الدماغي T32-34 كرسي متحرك : T35-38 العيادات الخارجية | الرياضيون المصابون بالشلل الدماغي T32-34 كرسي متحرك : T35-38 العيادات الخارجية | الرياضيون المصابون بالشلل الدماغي T32-34 كرسي متحرك : T35-38 العيادات الخارجية | الرياضيون المصابون بالشلل الدماغي T32-34 كرسي متحرك : T35-38 العيادات الخارجية | الرياضيون المصابون بالشلل الدماغي T32-34 كرسي متحرك : T35-38 العيادات الخارجية | RG  | RG  | الرياضيون مبتورو الأطراف | الرياضيون مبتورو الأطراف | الرياضيون مبتورو الأطراف | الرياضيون مبتورو الأطراف | الرياضيون مبتورو الأطراف | الرياضيون مبتورو الأطراف | رياضيو الكراسي المتحركة إصابات العمود الفقري | رياضيو الكراسي المتحركة إصابات العمود الفقري | رياضيو الكراسي المتحركة إصابات العمود الفقري | رياضيو الكراسي المتحركة إصابات العمود الفقري | رياضيو الكراسي المتحركة إصابات العمود الفقري | رياضيو الكراسي المتحركة إصابات العمود الفقري | رياضيو الكراسي المتحركة إصابات العمود الفقري | الرياضيون الذين يستخدمون الأطراف الاصطناعية | الرياضيون الذين يستخدمون الأطراف الاصطناعية | الرياضيون الذين يستخدمون الأطراف الاصطناعية | الرياضيون الذين يستخدمون الأطراف الاصطناعية |
| --------------------------------------------------------------------- | --------- | --------- | --------- | --- | ------------------------------------------------------------------------------ | ------------------------------------------------------------------------------ | ------------------------------------------------------------------------------ | ------------------------------------------------------------------------------ | ------------------------------------------------------------------------------ | ------------------------------------------------------------------------------ | ------------------------------------------------------------------------------ | --- | --- | ------------------------ | ------------------------ | ------------------------ | ------------------------ | ------------------------ | ------------------------ | -------------------------------------------- | -------------------------------------------- | -------------------------------------------- | -------------------------------------------- | -------------------------------------------- | -------------------------------------------- | -------------------------------------------- | ------------------------------------------- | ------------------------------------------- | ------------------------------------------- | ------------------------------------------- |
| تصنيفالفعالية                                                         | T11       | T12       | T13       | T20 | T32                                                                            | T33                                                                            | T34                                                                            | T35                                                                            | T36                                                                            | T37                                                                            | T38                                                                            | T40 | T41 | T42                      | T43                      | T44                      | T45                      | T46                      | T47                      | T51                                          | T52                                          | T53                                          | T54                                          | T55                                          | T56                                          | T57                                          | T61                                         | T62                                         | T63                                         | T64                                         |
| تصنيفالفعالية                                                         | F11       | F12       | F13       | F20 | F32                                                                            | F33                                                                            | F34                                                                            | F35                                                                            | F36                                                                            | F37                                                                            | F38                                                                            | F40 | F41 | F42                      | F43                      | F44                      | F45                      | F46                      | F47                      | F51                                          | F52                                          | F53                                          | F54                                          | F55                                          | F56                                          | F57                                          | F61                                         | F62                                         | F63                                         | F64                                         |
| Track events                                                          |           |           |           |     |                                                                                |                                                                                |                                                                                |                                                                                |                                                                                |                                                                                |                                                                                |     |     |                          |                          |                          |                          |                          |                          |                                              |                                              |                                              |                                              |                                              |                                              |                                              |                                             |                                             |                                             |                                             |
| 100 متر                                                               | ●         | ●         | ●         |     |                                                                                | >>                                                                             | ●                                                                              | ●                                                                              | ●                                                                              | ●                                                                              | ●                                                                              |     |     |                          |                          | >>                       | >>                       | >>                       | ●                        |                                              |                                              | ●                                            | ●                                            |                                              |                                              |                                              |                                             | >>                                          | ●                                           | ●                                           |
| 200 متر                                                               | ●         | ●         |           |     |                                                                                |                                                                                |                                                                                | ●                                                                              | ●                                                                              | ●                                                                              |                                                                                |     |     |                          |                          |                          | >>                       | >>                       | ●                        |                                              |                                              |                                              |                                              |                                              |                                              |                                              |                                             |                                             |                                             | ●                                           |
| 400 متر                                                               | ●         | ●         | ●         | ●   |                                                                                |                                                                                |                                                                                |                                                                                |                                                                                | ●                                                                              | ●                                                                              |     |     |                          |                          |                          | >>                       | >>                       | ●                        |                                              |                                              | ●                                            | ●                                            |                                              |                                              |                                              |                                             |                                             |                                             |                                             |
| 800 متر                                                               |           |           |           |     |                                                                                | >>                                                                             | ●                                                                              |                                                                                |                                                                                |                                                                                |                                                                                |     |     |                          |                          |                          |                          |                          |                          |                                              |                                              | ●                                            | ●                                            |                                              |                                              |                                              |                                             |                                             |                                             |                                             |
| 1500 متر                                                              | ●         | >>        | ●         | ●   |                                                                                |                                                                                |                                                                                |                                                                                |                                                                                |                                                                                |                                                                                |     |     |                          |                          |                          |                          |                          |                          |                                              |                                              | >>                                           | ●                                            |                                              |                                              |                                              |                                             |                                             |                                             |                                             |
| 5000 متر                                                              |           |           |           |     |                                                                                |                                                                                |                                                                                |                                                                                |                                                                                |                                                                                |                                                                                |     |     |                          |                          |                          |                          |                          |                          |                                              |                                              | >>                                           | ●                                            |                                              |                                              |                                              |                                             |                                             |                                             |                                             |
| الماراثون                                                             | >>        | ●         |           |     |                                                                                |                                                                                |                                                                                |                                                                                |                                                                                |                                                                                |                                                                                |     |     |                          |                          |                          |                          |                          |                          |                                              | >>                                           | >>                                           | ●                                            |                                              |                                              |                                              |                                             |                                             |                                             |                                             |
| Field events                                                          |           |           |           |     |                                                                                |                                                                                |                                                                                |                                                                                |                                                                                |                                                                                |                                                                                |     |     |                          |                          |                          |                          |                          |                          |                                              |                                              |                                              |                                              |                                              |                                              |                                              |                                             |                                             |                                             |                                             |
| ألعاب القوى في الألعاب البارالمبية الصيفية 2024 – القفز الطولي للنساء | ●         | ●         |           | ●   |                                                                                |                                                                                |                                                                                |                                                                                |                                                                                | ●                                                                              | ●                                                                              |     |     |                          |                          |                          | >>                       | >>                       | ●                        |                                              |                                              |                                              |                                              |                                              |                                              |                                              | >>                                          |                                             | ●                                           | ●                                           |
| رمي الجلة                                                             | >>        | ●         |           | ●   | ●                                                                              | ●                                                                              | ●                                                                              | ●                                                                              |                                                                                | ●                                                                              |                                                                                | ●   | ●   |                          |                          |                          | >>                       | ●                        |                          |                                              |                                              |                                              | ●                                            |                                              | >>                                           | ●                                            |                                             | >>                                          | >>                                          | ●                                           |
| القرص                                                                 | ●         |           |           |     |                                                                                |                                                                                |                                                                                |                                                                                |                                                                                | >>                                                                             | ●                                                                              | >>  | ●   |                          |                          |                          |                          |                          |                          | >>                                           | >>                                           | ●                                            | >>                                           | ●                                            | >>                                           | ●                                            |                                             | >>                                          |                                             | ●                                           |
| الرمح                                                                 |           | >>        | ●         |     |                                                                                | >>                                                                             | ●                                                                              |                                                                                |                                                                                |                                                                                |                                                                                |     |     |                          |                          |                          | >>                       | ●                        |                          |                                              |                                              | >>                                           | ●                                            | >>                                           | ●                                            |                                              |                                             |                                             |                                             |                                             |
| رمي النوادي                                                           |           |           |           |     | ●                                                                              |                                                                                |                                                                                |                                                                                |                                                                                |                                                                                |                                                                                |     |     |                          |                          |                          |                          |                          |                          |                                              |                                              |                                              |                                              |                                              |                                              |                                              |                                             |                                             |                                             |                                             |

| تصنيفالفعالية                                                                  | ضعف البصر | ضعف البصر | ضعف البصر | ID  | الرياضيون المصابون بالشلل الدماغي T32-34 كرسي متحرك : T35-38 العيادات الخارجية | الرياضيون المصابون بالشلل الدماغي T32-34 كرسي متحرك : T35-38 العيادات الخارجية | الرياضيون المصابون بالشلل الدماغي T32-34 كرسي متحرك : T35-38 العيادات الخارجية | الرياضيون المصابون بالشلل الدماغي T32-34 كرسي متحرك : T35-38 العيادات الخارجية | الرياضيون المصابون بالشلل الدماغي T32-34 كرسي متحرك : T35-38 العيادات الخارجية | الرياضيون المصابون بالشلل الدماغي T32-34 كرسي متحرك : T35-38 العيادات الخارجية | الرياضيون المصابون بالشلل الدماغي T32-34 كرسي متحرك : T35-38 العيادات الخارجية | RG  | RG  | الرياضيون مبتورو الأطراف | الرياضيون مبتورو الأطراف | الرياضيون مبتورو الأطراف | الرياضيون مبتورو الأطراف | الرياضيون مبتورو الأطراف | الرياضيون مبتورو الأطراف | رياضيو الكراسي المتحركة إصابات العمود الفقري | رياضيو الكراسي المتحركة إصابات العمود الفقري | رياضيو الكراسي المتحركة إصابات العمود الفقري | رياضيو الكراسي المتحركة إصابات العمود الفقري | رياضيو الكراسي المتحركة إصابات العمود الفقري | رياضيو الكراسي المتحركة إصابات العمود الفقري | رياضيو الكراسي المتحركة إصابات العمود الفقري | الرياضيون الذين يستخدمون الأطراف الاصطناعية | الرياضيون الذين يستخدمون الأطراف الاصطناعية | الرياضيون الذين يستخدمون الأطراف الاصطناعية | الرياضيون الذين يستخدمون الأطراف الاصطناعية |
| ------------------------------------------------------------------------------ | --------- | --------- | --------- | --- | ------------------------------------------------------------------------------ | ------------------------------------------------------------------------------ | ------------------------------------------------------------------------------ | ------------------------------------------------------------------------------ | ------------------------------------------------------------------------------ | ------------------------------------------------------------------------------ | ------------------------------------------------------------------------------ | --- | --- | ------------------------ | ------------------------ | ------------------------ | ------------------------ | ------------------------ | ------------------------ | -------------------------------------------- | -------------------------------------------- | -------------------------------------------- | -------------------------------------------- | -------------------------------------------- | -------------------------------------------- | -------------------------------------------- | ------------------------------------------- | ------------------------------------------- | ------------------------------------------- | ------------------------------------------- |
| تصنيفالفعالية                                                                  | T11       | T12       | T13       | T20 | T32                                                                            | T33                                                                            | T34                                                                            | T35                                                                            | T36                                                                            | T37                                                                            | T38                                                                            | T40 | T41 | T42                      | T43                      | T44                      | T45                      | T46                      | T47                      | T51                                          | T52                                          | T53                                          | T54                                          | T55                                          | T56                                          | T57                                          | T61                                         | T62                                         | T63                                         | T64                                         |
| ألعاب القوى في الألعاب البارالمبية الصيفية 2024 – سباق 4 × 100 متر تتابع مختلط | >>        | >>        | >>        |     |                                                                                | >>                                                                             | >>                                                                             | >>                                                                             | >>                                                                             | >>                                                                             | >>                                                                             |     |     | >>                       | >>                       | >>                       | >>                       | >>                       | >>                       | >>                                           | >>                                           | >>                                           | >>                                           |                                              |                                              |                                              | >>                                          | >>                                          | >>                                          | ●                                           |

- ID : التصنيفات للإعاقة الذهنية
- RG : تصنيف "الآخرون" Les Autres، بما في ذلك قصر القامة والنمو المحدود
- ● : حدث في هذا التصنيف
- >> : يمكن للمنافسين في هذا التصنيف المشاركة في الأحداث الخاصة بالتصنيف التالي، على سبيل المثال، يمكن للرياضيين من تصنيف T33 المنافسة في حدث T34، أو يمكن لكل من الرياضيين من تصنيفي T35 وT36 المشاركة في حدث T37.

## طاولة الميداليات
*   البلد المضيف ( فرنسا)
| المرتبة | NPC                              | ذهبية | فضية | برونزية | المجموع |
| ------- | -------------------------------- | ----- | ---- | ------- | ------- |
| 1       | الصين                            | 11    | 11   | 6       | 28      |
| 2       | البرازيل                         | 5     | 2    | 6       | 13      |
| 3       | أوزبكستان                        | 5     | 2    | 3       | 10      |
| 4       | الولايات المتحدة                 | 3     | 5    | 5       | 13      |
| 5       | سويسرا                           | 3     | 1    | 0       | 4       |
| 6       | كولومبيا                         | 3     | 0    | 2       | 5       |
| –       | الرياضيون البارالمبيون المحايدين | 2     | 2    | 4       | 8       |
| 7       | تونس                             | 2     | 2    | 0       | 4       |
| 7       | بريطانيا العظمى                  | 2     | 2    | 0       | 4       |
| 9       | هولندا                           | 2     | 1    | 1       | 4       |
| 10      | تايلاند                          | 2     | 1    | 0       | 3       |
| 11      | الجزائر                          | 2     | 0    | 2       | 4       |
| 12      | إثيوبيا                          | 2     | 0    | 1       | 3       |
| 13      | إيران                            | 1     | 3    | 1       | 5       |
| 13      | أوكرانيا                         | 1     | 3    | 1       | 5       |
| 15      | الهند                            | 1     | 2    | 2       | 5       |
| 16      | إسبانيا                          | 1     | 1    | 2       | 4       |
| 17      | فنزويلا                          | 1     | 1    | 0       | 2       |
| 17      | تركيا                            | 1     | 1    | 0       | 2       |
| 19      | المكسيك                          | 1     | 0    | 2       | 3       |
| 20      | جنوب إفريقيا                     | 1     | 0    | 1       | 2       |
| 21      | بلغاريا                          | 1     | 0    | 0       | 1       |
| 21      | إيطاليا                          | 1     | 0    | 0       | 1       |
| 21      | البرتغال                         | 1     | 0    | 0       | 1       |
| 21      | بلجيكا                           | 1     | 0    | 0       | 1       |
| 21      | أذربيجان                         | 1     | 0    | 0       | 1       |
| 21      | ناميبيا                          | 1     | 0    | 0       | 1       |
| 21      | جورجيا                           | 1     | 0    | 0       | 1       |
| 28      | فرنسا*                           | 0     | 2    | 2       | 4       |
| 28      | اليابان                          | 0     | 2    | 2       | 4       |
| 30      | المغرب                           | 0     | 2    | 1       | 3       |
| 30      | اليونان                          | 0     | 2    | 1       | 3       |
| 32      | أستراليا                         | 0     | 1    | 3       | 4       |
| 33      | كندا                             | 0     | 1    | 1       | 2       |
| 34      | منغوليا                          | 0     | 1    | 0       | 1       |
| 34      | كوبا                             | 0     | 1    | 0       | 1       |
| 34      | الدنمارك                         | 0     | 1    | 0       | 1       |
| 34      | النرويج                          | 0     | 1    | 0       | 1       |
| 34      | نيوزيلندا                        | 0     | 1    | 0       | 1       |
| 34      | إندونيسيا                        | 0     | 1    | 0       | 1       |
| 34      | لاتفيا                           | 0     | 1    | 0       | 1       |
| 34      | ألمانيا                          | 0     | 1    | 0       | 1       |
| 42      | الأرجنتين                        | 0     | 0    | 2       | 2       |
| 43      | بولندا                           | 0     | 0    | 1       | 1       |
| 43      | ماليزيا                          | 0     | 0    | 1       | 1       |
| 43      | Refugee Paralympic Team          | 0     | 0    | 1       | 1       |
| 43      | الإكوادور                        | 0     | 0    | 1       | 1       |
| 43      | العراق                           | 0     | 0    | 1       | 1       |
| 43      | الكويت                           | 0     | 0    | 1       | 1       |
| 43      | النمسا                           | 0     | 0    | 1       | 1       |
| المجموع | المجموع                          | 59    | 58   | 58      | 175     |

المصدر:

## الدول المشاركة
- الجزائر (20)
- أنغولا (2)
- الأرجنتين (19)
- أرمينيا (2)
- أستراليا (32)
- النمسا (3)
- أذربيجان (5)
- البحرين (2)
- بلجيكا (7)
- بنين (2)
- برمودا (1)
- بوتسوانا (2)
- البرازيل (71)
- بلغاريا (3)
- بوركينا فاسو (1)
- بوروندي (2)
- كمبوديا (1)
- الكاميرون (2)
- كندا (20)
- الرأس الأخضر (2)
- جمهورية إفريقيا الوسطى (1)
- تشيلي (3)
- الصين (61)
- تايبيه الصينية (1)
- كولومبيا (28)
- كوستاريكا (2)
- كرواتيا (10)
- كوبا (9)
- قبرص (1)
- جمهورية التشيك (8)
- جمهورية الكونغو الديمقراطية (2)
- الدنمارك (4)
- جمهورية الدومينيكان (4)
- تيمور الشرقية (1)
- الإكوادور (11)
- مصر (2)
- إرتريا (1)
- إستونيا (1)
- إثيوبيا (4)
- فيجي (2)
- فنلندا (8)
- فرنسا (27) المضيف
- الغابون (2)
- جورجيا (2)
- ألمانيا (27)
- غانا (1)
- بريطانيا العظمى (33)
- اليونان (14)
- غرينادا (2)
- غواتيمالا (1)
- غينيا (2)
- غينيا بيساو (2)
- هايتي (1)
- هونغ كونغ (1)
- المجر (5)
- آيسلندا (1)
- الهند (38)
- إندونيسيا (5)
- إيران (20)
- العراق (6)
- جزيرة أيرلندا (5)
- إيطاليا (15)
- ساحل العاج (1)
- جامايكا (1)
- اليابان (40)
- الأردن (1)
- كازاخستان (4)
- كينيا (8)
- كيريباتي (1)
- كوسوفو (1)
- الكويت (3)
- قيرغيزستان (1)
- لاوس (1)
- لاتفيا (4)
- لبنان (1)
- ليسوتو (2)
- ليبيريا (2)
- ليبيا (2)
- ليتوانيا (5)
- لوكسمبورغ (2)
- ماكاو (1)
- مالاوي (2)
- ماليزيا (6)
- المالديف (2)
- مالي (2)
- مالطا (1)
- موريشيوس (6)
- المكسيك (25)
- مولدوفا (1)
- منغوليا (2)
- الجبل الأسود (1)
- المغرب (17)
- موزمبيق (1)
- مينمار (1)
- ناميبيا (5)
- هولندا (14)
- الرياضيون البارالمبيون المحايدين (48)
- نيوزيلندا (6)
- نيكاراغوا (1)
- نيجيريا (5)
- النرويج (3)
- عمان (2)
- باكستان (1)
- فلسطين (1)
- بنما (1)
- باراغواي (1)
- بيرو (2)
- الفلبين (2)
- بولندا (25)
- البرتغال (6)
- بورتوريكو (2)
- قطر (2)
- Refugee Paralympic Team (2)
- جمهورية الكونغو (2)
- رواندا (1)
- ساو تومي وبرينسيب (1)
- السعودية (5)
- السنغال (1)
- صربيا (6)
- سيراليون (1)
- سنغافورة (1)
- سلوفاكيا (3)
- سلوفينيا (1)
- جزر سليمان (1)
- الصومال (1)
- جنوب إفريقيا (15)
- كوريا الجنوبية (3)
- إسبانيا (23)
- سريلانكا (6)
- سورينام (1)
- سويسرا (10)
- سوريا (1)
- تنزانيا (1)
- تايلاند (15)
- غامبيا (2)
- توغو (1)
- تونغا (1)
- ترينيداد وتوباغو (1)
- تونس (25)
- تركيا (15)
- أوغندا (2)
- أوكرانيا (27)
- الإمارات العربية المتحدة (5)
- الولايات المتحدة (55)
- أوزبكستان (25)
- فانواتو (2)
- فنزويلا (15)
- فيتنام (1)
- جزر العذراء (1)
- اليمن (1)
- زامبيا (2)
- زيمبابوي (2)